# Heuringhem
Heuringhem – miejscowość i gmina we Francji, w regionie Hauts-de-France, w departamencie Pas-de-Calais.
Według danych na rok 1990 gminę zamieszkiwały 1212 osoby, a gęstość zaludnienia wynosiła 209 osób/km² (wśród 1549 gmin regionu Nord-Pas-de-Calais Heuringhem plasuje się na 501. miejscu pod względem liczby ludności, natomiast pod względem powierzchni na miejscu 611.).